# Flyttbil försvunnen
Flyttbil försvunnen är en kriminalroman av Maria Lang (pseudonym för Dagmar Lange), utgiven första gången 1989 på bokförlaget Norstedts. Romanen har översatts till danska.

## Handling
Tre tjugoåringar från ökända Ullhammarligan från Bergslagen väljer för omväxlings skull att råna en bank i Stockholm men blir direkt osams om bytet när en av dem försvinner med alla pengar. Det leder till en vild biljakt genom skogarna. Det märkliga är att trettonåriga Li Lindby som inte vill flytta från Stockholm till Skoga plötsligt är försvunnen. Christer Wijk och hans medhjälpare tvingas ut i den täta och mystiska storskogen. Är det rånarna som tagit flickan och var är flyttbilen med pengarna?